# (32105) 2000 KT52
2000 KT52 (asteroide 32105) é um asteroide da cintura principal. Possui uma excentricidade de 0.10167680 e uma inclinação de 5.45960º.
Este asteroide foi descoberto no dia 24 de maio de 2000 por LONEOS em Anderson Mesa.